# Phoebemima aequatoria
Phoebemima aequatoria är en skalbaggsart som först beskrevs av Lane 1970.  Phoebemima aequatoria ingår i släktet Phoebemima och familjen långhorningar. Inga underarter finns listade i Catalogue of Life.